# North DeLand
North DeLand ist  ein census-designated place (CDP) im Volusia County im US-Bundesstaat Florida. Das U.S. Census Bureau hat bei der Volkszählung 2020 eine Einwohnerzahl von 1.510 ermittelt. 

## Geographie
North DeLand grenzt im Süden direkt an die Stadt DeLand und liegt etwa 50 km nördlich von Orlando. Der CDP wird von den U.S. Highways 17 und 92 (SR 15 und 600) tangiert.

## Demographische Daten
Laut der Volkszählung 2010 verteilten sich die damaligen 1450 Einwohner auf 641 Haushalte. Die Bevölkerungsdichte lag bei 1035,7 Einw./km². 90,3 % der Bevölkerung bezeichneten sich als Weiße, 3,0 % als Afroamerikaner, 1,0 % als Indianer und 1,0 % als Asian Americans. 3,1 % gaben die Angehörigkeit zu einer anderen Ethnie und 1,6 % zu mehreren Ethnien an. 13,9 % der Bevölkerung bestand aus Hispanics oder Latinos.
Im Jahr 2010 lebten in 33,1 % aller Haushalte Kinder unter 18 Jahren sowie 30,6 % aller Haushalte Personen mit mindestens 65 Jahren. 63,4 % der Haushalte waren Familienhaushalte (bestehend aus verheirateten Paaren mit oder ohne Nachkommen bzw. einem Elternteil mit Nachkomme). Die durchschnittliche Größe eines Haushalts lag bei 2,55 Personen und die durchschnittliche Familiengröße bei 3,13 Personen.
27,5 % der Bevölkerung waren jünger als 20 Jahre, 22,0 % waren 20 bis 39 Jahre alt, 30,1 % waren 40 bis 59 Jahre alt und 20,3 % waren mindestens 60 Jahre alt. Das mittlere Alter betrug 40 Jahre. 49,3 % der Bevölkerung waren männlich und 50,7 % weiblich.
Das durchschnittliche Jahreseinkommen lag bei 45.449 $, dabei lebten 20,5 % der Bevölkerung unter der Armutsgrenze.
Im Jahr 2000 war Englisch die Muttersprache von 94,96 % der Bevölkerung und spanisch sprachen 5,04 %.